# Bidessus ceratus
Bidessus ceratus är en skalbaggsart som beskrevs av Guignot 1941. Bidessus ceratus ingår i släktet Bidessus och familjen dykare. Inga underarter finns listade i Catalogue of Life.